# 嶋田洋一 (俳人)
嶋田 洋一（しまだ よういち、1913年11月7日 - 1979年10月26日）は、日本の俳人。東京府東京市生まれ。父の嶋田青峰、叔父の嶋田的浦も俳人である。
早稲田大学在学中に『早稲田俳句』を創始し、その中心人物として清新的な俳句活動を展開した。

## 経歴
父・青峰は三重県生まれであるが、洋一は東京に生まれている。第一東京市立中学校（後に東京都立九段高等学校、現在の千代田区立九段中等教育学校）、第二早稲田高等学院（現在の早稲田大学高等学院）を経て早稲田大学を卒業した。市立一中時代に青峰の主宰する俳句雑誌『土上』の同人である大沢若葉が軍事教練の教官で、青峰出席の下、時折「俳句の会」を開いていたことから句作を始めた。高等学院時代は初めのうち、作家を目指していたが、アヘンの如く俳句から離れられなくなり、俳人を志すようになった。
早稲田大学在学中は青峰を雑詠の選者、特別雑詠選者に水原秋桜子・山口誓子・日野草城に迎え『早稲田俳句』を創刊した。同誌は「早稲田」の名前を掲げる以上、一党一派に偏らないという建前であったが、実際には『土上』の青年部隊のような位置にあった。ただし、洋一は『土上』の青年部隊に終わるのは困ると考え、主宰者を置かず、評論を盛んに行うという作戦に出た。1934年（昭和9年）7月号から1936年（昭和11年）3月号までの21冊という短命に終わったが、俳句の詩的領域の拡大を進め、都会の風景を切り取った俳句を発表するなど、新興俳句運動の多少の力になったと本人は語っている。
また、西東三鬼は『早稲田俳句』に対し頻繁に交渉し、「新興俳句に、水原秋桜子の好きな者が、たつた一人いる。それは嶋田洋一だ。」と書いている。また、1934年（昭和9年）10月、三鬼は新興俳句をやっている者を集めて話し合う場を作ることを決心し、洋一にも手紙を送った。この主旨に賛同した洋一は参加を決め、神田一ツ橋で開かれた発足準備会に出席した。その席には『土上』の嶋田的浦（洋一の叔父）、『句と評論』の藤田初巳、『走馬灯』の三谷昭らがいた。この会合は「新俳話会」と命名され、月に一回新興俳句の問題等について討論や研究を重ねた。当時の俳句界では他の派閥と交わることは節操のないことと見なされていたため、こうした派閥間を越えた組織の結成は画期的なことであった。こうして、洋一は三鬼と親交ができたが、新興俳句弾圧事件以降関係は疎遠となった。
『土上』では、古家榧夫や東京三（秋元不死男）の二大人物らに次ぐ第二の勢力として、叔父の嶋田的浦や坂本三鐸らと並び活躍した。
1941年（昭和16年）2月5日、新興俳句弾圧事件の第四次検挙により、青峰が弟子の東京三・古家榧夫を含む12人とともに逮捕された。青峰逮捕の背後には、洋一が編集を担当し、当時150万部を発行する日本最大の雑誌『家の光』の俳句欄の選者の座を小野蕪子が青峰から奪うために暗躍した、という見解がある。実際に、洋一は父の逮捕後、秋桜子と富安風生に選者を要請するも曖昧な理由で断られ、風生は蕪子を選者に推薦、蕪子が正式に選者となった。蕪子が選者に就任すると、洋一は自ら俳句欄の担当を降りた。
戦後は、俳句の道から次第に遠ざかっていった。しかし、俳句と無縁になったわけではなく、「青玄」と「東虹」の同人となり、俳句雑誌に論文や選評を寄稿したり、俳句の入門書を著すなどの活動を行った。

## 主な句
- 春雪の吸はるゝ水の昏れてゐる[16]
- メトロ出てそこより街の落葉踏む[17]
- 練馬区のトマト馬鈴薯夏青し - 洋一が牛込から練馬に引っ越した頃に詠んだ一句[18]
- 夜半の頭を庭木擦りゆく青峰忌[18]

## 著作

### 書籍
- 『俳句入門 つくり方と上達法』家の光協会、1978

### 論文
- "「早稲田俳句」まかり通る"俳句.15(10):147-153,1966
- "石塚友二編「文人俳句歳事記」―文人の俳句を鳥瞰"俳句.18(10):157-159, 1969
- "「土上」と窓秋さん"俳句研究.37(5):40-41,1970
- "「土上」と「早稲田俳句」"俳句研究.39(3):96-99,1972
- "「土上」の頃の秋元さん"俳句研究.41(4):34-35,1974
- "一つの試金石―句集「街」鑑賞"俳句.26(11):174-177,1977